# NGC 2448
NGC 2448 je otvoreni skup u zviježđu Krmi. 

## Vanjske poveznice
- SEDS: NGC 2448